# 라인강까지 7일

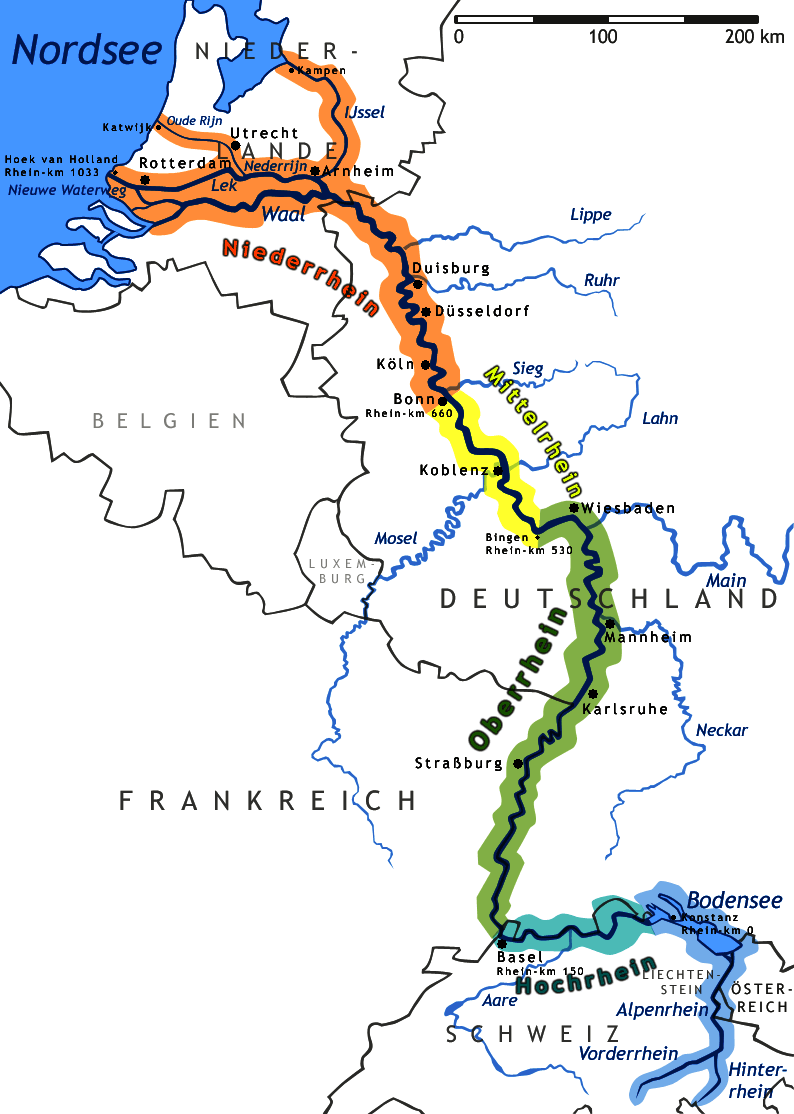
라인강은 유럽에서 가장 중요한 강이다.

라인강까지 7일 연습은 바르샤바 조약 기구에 의해 1979년 개발된 일급 기밀의 군사 시뮬레이션 연습이었다. 이것은 북대서양 조약 기구와 바르샤바 조약 기구 병력 사이에서 벌어질 일주일 간의 핵 전쟁으로 동구권에서 묘사되었다. 그러나 이 작전은 실제로 시행되지 않았다.

## 작전 문서의 공개
제3차 세계 대전으로 이어질 수도 있었던 이 시나리오는 국가의 공산주의 과거를 들추고 폴란드 공화국에 옛 정권을 알리기 위한 목적으로 2005년 선거 이후 보수적인 폴란드 정부에 의해 공개되었다. 2005년의 폴란드 국방부 장관이었던 라도스와프 시코르스키는 옛 정권과 관련된 기록들이 공개될 것이며 2006년까지 국립추모연구소를 통해 발간될 것이라 말했다. 공개되고 있는 기록물에는 1968년 다뉴브 작전에 관한 기록들도 포함되어 있었다. 그들은 또한 1970년대 슈체친에서 발생한 폴란드 노동자들의 학살과 1980년대의 계엄령에 관한 기록도 발표했다.
체코 정부와 헝가리 정부는 냉전이 종식된 1990년대에 관련 자료들을 공개했다.

## 작전 개요
전쟁 시나리오는 다음과 같다. NATO가 비스와강의 폴란드 주요 대도시에 '제1격'이라고 불리는 핵 폭격을 가한다. 이런 가정을 하는 까닭은 소련 및 동구권 지휘자들이 NATO가 동독에 병력을 전개하는 것을 미연에 막는 것을 명목으로 한 가정였다. 그렇게 된다면, 최대 200만 명 가량의 폴란드 시민들이 죽고, 폴란드가 완전히 파괴된다. 또한 폴란드 인민군은 군사 능력을 완전히 상실한다. 이에 소련은 반격한다. 서독, 덴마크, 벨기에와 네덜란드로 군사를 전개한다. 분쟁으로 시작된 NATO와는 정치적으로도 논란에 휩싸이게 되며, 이것은 공격전을 의미한다. 이는 수 많은 북대서양 조약 기구와 소비에트 연방의 전쟁 시뮬레이션 시나리오 중 하나다. 전쟁을 배제하는 민주주의 국가인 나토군의 선제공격이란 가정을 유명무실한 소련의 전쟁 계획 구실이라는 전제 하에서, 나토군의 선제공격을 배제하면 다음과 같다.

## 핵전쟁의 예상 피해
공개된 계획과 관련된 지도들은 프랑스와 영국을 제외한 많은 NATO 국가에 핵 공격을 가하는 것을 보여주고 있다. 이러한 공격 배제는 여러 가능성을 부여하며 가장 적절한 것은 프랑스와 영국이 핵 무장국이므로 소련이 이 국가들에 핵공격을 할 시 영국과 프랑스가 소련에 핵 공격을 할 위험이 있었기 때문이다.
프랑스군은 약대강 방어전략이라 알려진 핵 무기 전략을 수용했으며 이것은 만약 프랑스가 핵 공격을 당할 시에 러시아의 도시들에 핵 공격을 할 수 있음을 의미했다. 가디언은 그러나 프랑스가 북대서양 조약 기구의 통합 구조적 회원국이 아니기 때문에 공격을 피할 수도 있으며 영국의 경우 북대서양 조약 기구의 중심에 있지만 소련군의 자국 침공을 막기 위해 소련이 라인강에서 진격을 멈추기를 원할 지도 모른다고 밝혔다.
이 계획에서 대륙적인 측면으로 보았을 때 핵 공격이 더 적합한 영국에는 항공 기지와 같은 목표가 될 만한 시설들이 많았다. 그리고 계획에서 보여주듯이 소련 지도력을 보여주기 위한 적합한 방식은 서유럽에 공습을 가하는 것이었다. 제너럴 다이내믹스 F-111 아드바크와 같은 미국 공군의 전폭기가 소련의 핵 공격 이후 영국 기지들로부터 출격할 지도 모른다는 것을 시사했다. 소련군은 이러한 작전에서 핵무기 7.5메가톤을 사용하기로 계획했다.

### 알려진 목표
비엔나의 경우 2개의 50만 톤 폭탄을 맞게 될 예정이었으며 비첸차와 베로나를 비롯한 다른 이탈리아 기지들은 50만 톤 폭탄 1개를 맞을 예정이었다. 헝가리는 비엔나와 북이탈리아를 폭격 후 점령할 예정이었다. 슈투트가르트, 뮌헨, 뉘른베르크가 핵폭탄으로 파괴되고, 체코슬로바키아와 헝가리 연합군이 이 지역을 점령할 예정이었다. 덴마크에서의 목표는 로스킬레와 에스비에르였다. 로스킬레는 군사적 중요성이 없었지만 그들의 문화적, 역사적 중요성을 목표로 삼아 덴마크 군인 및 민간인의 사기를 저하시키는 것이 주요 작전 대상지로 선정된 이유였고, 에스비에르는 NATO군의 병력 증강이 가능한 대형 항구를 미리 점령하는 것이 주요 목표였다.

## 추가 계획
소련군은 작전 9일째 리옹에 도달해 마지막으로 피레네산맥에서 작전을 마치기를 원했다. 체코슬로바키아인들은 이것을 낙관적으로 보았지만 오늘날의 서구 계획가들은 그러한 목표가 완전히 도달할 수 없다고 생각한다. NATO 선박에 대항한 소련의 해상 작전도 이 작전과 연관되어 계획되었다.

## 같이 보기
- 언싱커블 작전
- 풀다 간격
- 제3차 세계 대전
- 붉은 폭풍